# باشگاه ورزشی البسیتین
البسیتین یک باشگاه چند ورزشی بحرینی است که در شهر البسیتین واقع شده است. این باشگاه در رشته‌های فوتبال، والیبال، تنیس روی میز و دو و میدانی رقابت می‌کند. تیم فوتبال آن در لیگ برتر بحرین، برترین فوتبال بحرین رقابت می‌کند.

## دستاوردها
- لیگ برتر بحرین: ۱ قهرمانی (۲۰۱۳)
- جام حذفی بحرین: ۱ قهرمانی (۲۰۰۳)